# 角島灯台
角島灯台（つのしまとうだい）は、日本海（響灘）に浮かぶ山口県下関市の角島の北西端、夢ケ崎に立つ石造の灯台。灯塔は総御影石造りで、日本に2基しかない無塗装の灯台の一つ（もう一つは男木島灯台）。
「日本灯台の父」と呼ばれるリチャード・ヘンリー・ブラントンの設計による最後の灯台で、日本海側では初めての洋式灯台。彼の最高傑作と言われる。なお、日本でも5箇所しかない第1等灯台に指定されている。
フレネルレンズは、現役では日本最古の物で、初点灯時から150年にわたって使われている。しかも８面閃光型という珍しいタイプで、夜空に何本もの美しい光芒を放つ。（犬吠埼灯台が1951年まで同じタイプを使用していた）
この灯台は、歴史的文化財的価値が高いAランクの保存灯台で、日本の灯台50選、近代化遺産、土木学会選奨土木遺産にも選ばれている。北長門海岸国定公園内に含まれ、灯台周辺は下関市立の角島灯台公園となっている。灯台守の宿舎であった退息所が復元され資料館となり、参観灯台として常時内部が一般公開されている。2020年に国の重要文化財に指定された。

## 歴史
- 1876年（明治9年）3月1日に石油灯で初点灯[5]
- 1932年（昭和7年）9月 灯質を毎5秒1閃光に変更
- 1947年（昭和22年）4月 商用電源化、光源を 1500W 電球に変更
- 1966年（昭和41年）4月 集約管理により萩航路標識事務所が管理（滞在勤務）
- 1986年（昭和61年）4月 滞在勤務廃止・巡回による保守点検に変更（無人化）
- 2001年（平成13年）4月 一般参観開始
- 2004年（平成16年）4月 門司海上保安部管理に移管[6]
- 2020年（令和2年） 灯台、旧官舎、旧倉庫が国の重要文化財に指定された[3][4]。

## 付属施設
- 北北西の国石（くんぜ）岩礁を照らすクヅ瀬照射灯 (航路標識番号 0716) を併設している。

## 一般公開
一般公開（中学生以上300円、小人無料）されている参観灯台で、上まで登ることができる。

## 収録海図
| 海図番号 | 図名         | 縮尺    | 図積 |
| -------- | ------------ | ------- | ---- |
| W115     | 油谷港付近   | 35,000  | 1/2  |
| W149     | 角島至大社港 | 200,000 | 全   |

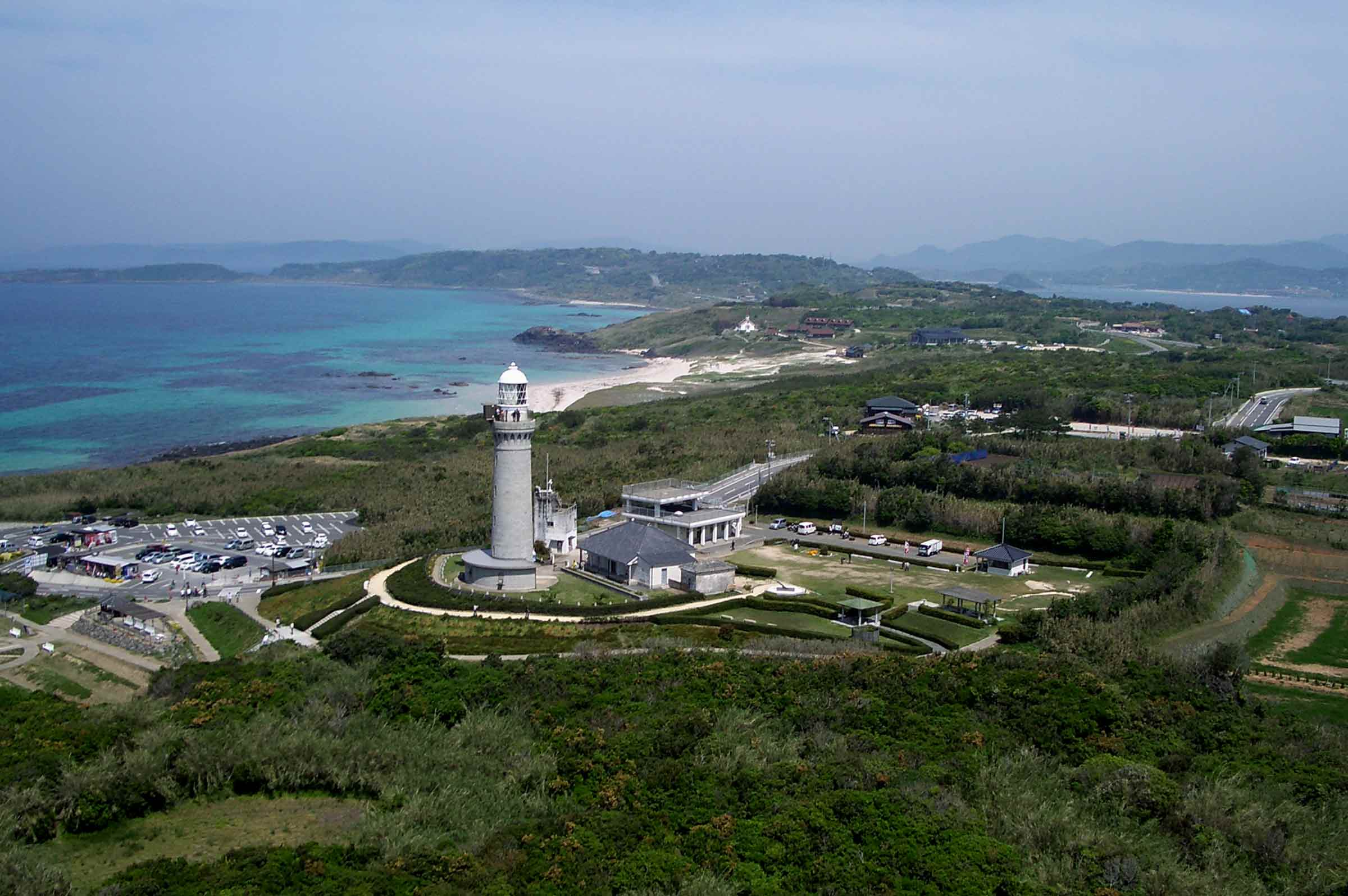
角島灯台空撮
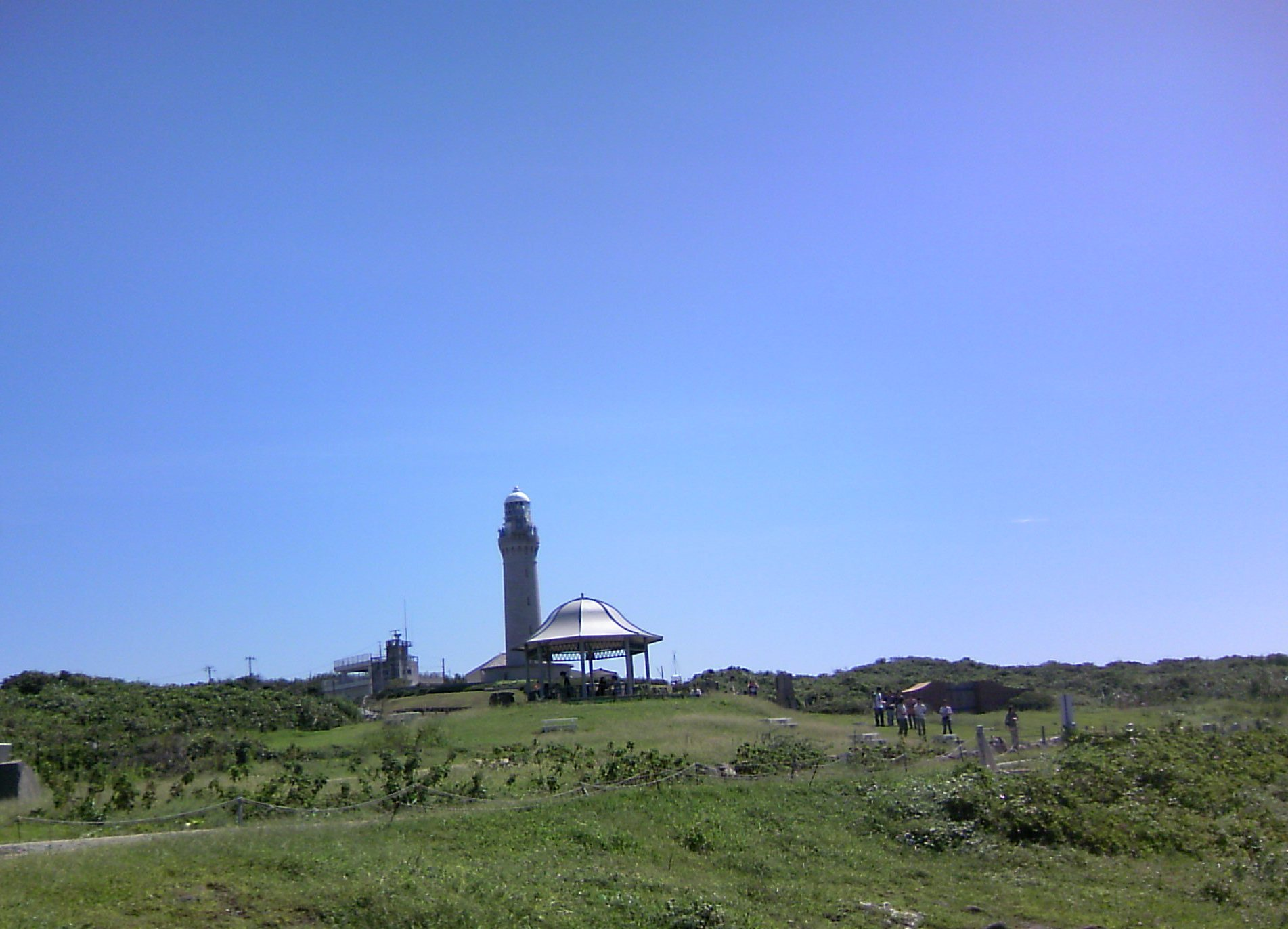
角島灯台遠景
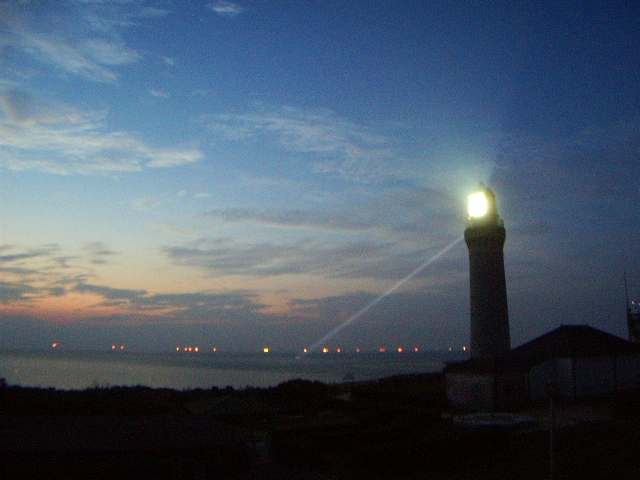
日没後の角島灯台
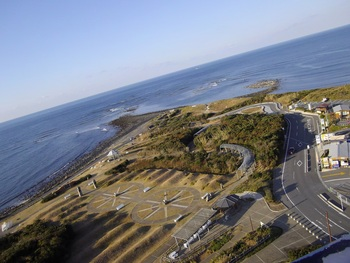
公園、日本海側を臨む
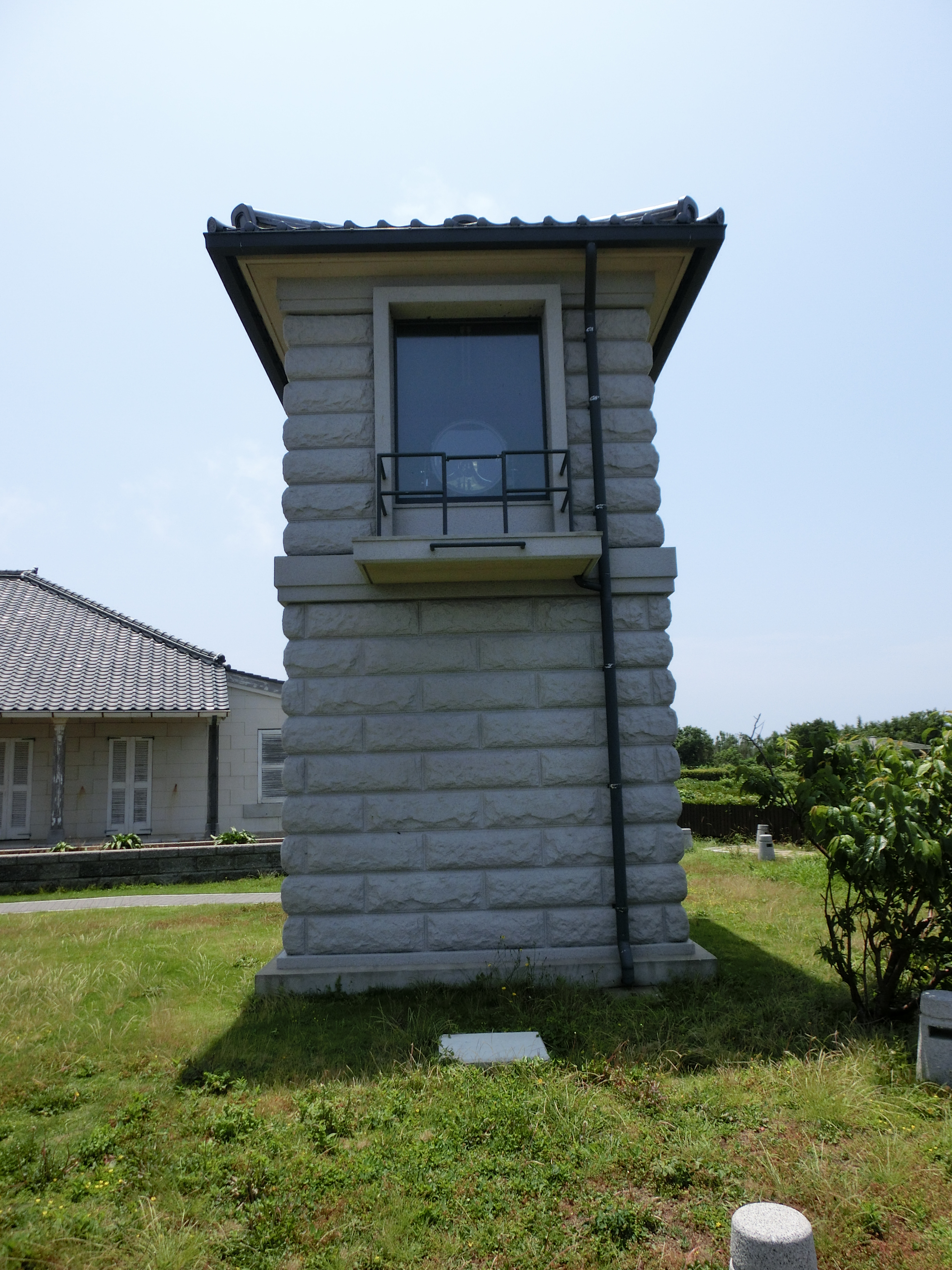
クヅ瀬照射灯

## 文化財
以下の物件が国の重要文化財に指定されている。
- 角島灯台 1基2棟
  - 灯台
  - 旧官舎
  - 旧倉庫
  - 附 旧日時計
  - 附 旧回転装置巻上機